# Pachnobia aklavicensis
Pachnobia aklavicensis är en fjärilsart som beskrevs av Benjamin 1933. Pachnobia aklavicensis ingår i släktet Pachnobia och familjen nattflyn. Inga underarter finns listade i Catalogue of Life.